# 長崎 (流山市)
長崎（ながさき/Nagasaki）は、千葉県流山市の町名。現行行政地名は長崎一丁目および長崎二丁目。郵便番号は270-0134。

## 地理
流山市の東部に位置する。町域内は北部から南部にかけて下り坂となっており、住宅街が形成されているほか、自然も多く残る。
東・西・南は野々下、北は柏市豊四季と接している。

## 歴史
元は野々下の中に飛地のように点在していた区域であったが、1982年（昭和57年）に野々下と共に大幅な整理が行われ、現在の区域となった。

### 沿革
- 1869年（明治2年） 葛飾県葛飾郡長崎村となる。
- 1871年（明治4年） 廃藩置県により印旛県葛飾郡長崎村となる。
- 1873年（明治6年）　県の統合及び、郡の分割により千葉県東葛飾郡長崎村となる。
- 1889年（明治22年）　東葛飾郡市野谷村、思井村、前平井村、後平井村、芝崎村、野々下村、中村、名都借村、古間木村、前ヶ崎村、向小金新田、大畔新田、駒木村、十太夫新田、駒木新田、青田新田、初石新田と合併し、東葛飾郡八木村大字長崎となる。
- 1951年（昭和26年）4月1日　流山町、新川村と合併し、東葛飾郡江戸川町大字長崎となる。
- 1952年（昭和27年）1月1日　江戸川町が流山町に改称。東葛飾郡流山町大字長崎となる。
- 1967年（昭和42年）1月1日　市制施行により、流山市大字長崎となる。
- 1982年（昭和57年）　大字長崎の大部分、大字野々下の一部より長崎一丁目・二丁目を新設。流山市長崎一丁目・二丁目となる。

## 小字
長崎一丁目・二丁目には4の小字が存在する。ここでは西から順に列挙する。
- 天形星
- 五枚割
- 長崎（一部は1982年（昭和57年）に野々下二・三丁目に編入）
- アジャリ谷（一部は1982年（昭和57年）に野々下二・三丁目に編入）

消滅した小字
- 梶内（1982年（昭和57年）に野々下一丁目に編入。野々下一丁目の小字として残る）
- 向山（1982年（昭和57年）に野々下二丁目に編入。野々下二丁目の小字として残る）
- 日尻上（1982年（昭和57年）に野々下四・五・六丁目に編入。野々下四・五・六丁目の小字として残る）
- 金クソ（1982年（昭和57年）に野々下五・六丁目に編入。野々下五・六丁目の小字として残る）
- 諏訪腰（1982年（昭和57年）に駒木に編入。駒木の小字として残る）
- 諏訪前（1982年（昭和57年）に駒木に編入。駒木の小字として残る）

## 世帯数と人口
2017年（平成29年）11月1日現在の世帯数と人口は以下の通りである。
| 丁目       | 世帯数  | 人口    |
| ---------- | ------- | ------- |
| 長崎一丁目 | 494世帯 | 1,163人 |
| 長崎二丁目 | 167世帯 | 409人   |
| 計         | 661世帯 | 1,572人 |

## 小・中学校の学区
市立小・中学校に通う場合、学区は以下の通りとなる。
| 丁目       | 番地 | 小学校             | 中学校             |
| ---------- | ---- | ------------------ | ------------------ |
| 長崎一丁目 | 全域 | 流山市立長崎小学校 | 流山市立八木中学校 |
| 長崎二丁目 | 全域 | 流山市立長崎小学校 | 流山市立八木中学校 |

## 施設
- 八木幼稚園
- おおたかの森聖華保育園
- 長崎ふれあいの森
- 長崎こどもの遊び場
- カトリック豊四季教会
- 金乗院 - 真言宗豊山派の仏教寺院。
- 天形星神社